# Suzanne Axell
Suzanne Axell, född 27 december 1955 i Enskede församling, Stockholms stad, är en svensk journalist och programledare. Hon var programledare för SVT:s Fråga doktorn från 2003 till 2021. Våren 2021 deltog Axell i TV4:s Let's Dance. Hon har även arbetat på bland annat Expressen, Arbetet, Radio Uppland, Radio Stockholm och Sveriges Radio P4.

## Arbetsliv

### Journalistik
Med start 1980 arbetade hon tio år på dags- och kvällstidningar, bland annat som kriminalreporter på Expressen och nöjesreporter på Arbetet, innan hon våren 1990 tackade nej till en fast tjänst på Aftonbladet för att börja arbeta på lokalradion. Sommarprogrammet Parasollet i Radio Uppland blev den sommarens mest uppskattade[källa behövs] program. Axell var verksam  vid radiostationen i fem år.
Efter arbete på Radio Stockholm och Sveriges Radio P4 började hon 1999 på SVT i programmet Go'kväll, som då spelades in i Norrköping, och gjorde där över 300 program. Från 2003 var hon programledare för Fråga doktorn, som brukar ha omkring en miljon tv-tittare.
Den 26 oktober 2020 hade Fråga doktorn gjort 600 program i SVT och skrev en liten bit tv-historia, med Suzanne Axell som programledare. Fråga doktorn har sänts från Karlstad, Norrköping och Umeå, där programmet spelats in under de senaste tolv åren.

### Böcker
Axell är också medförfattare till boken Fråga doktorn (Natur & Kultur), som publicerades hösten 2005, där hon intervjuade bland andra Dramaten-skådespelerskan Marie Göranzon. Hon har också fått medalj från Tjernobylfonden i Ryssland för sitt reportage om eldsjälen Natasha Andersson och hennes arbete för att barn från det strålskadade området runt Tjernobyl ska få en lycklig sommar i Roslagen. Suzanne har också skrivit boken Oss kattvänner emellan tillsammans med SVT:s kattexpert Susanne Hellman Holmström för att uppmärksamma hittekatternas situation i Sverige.

### Frågesporter
Hon har också deltagit tre gånger i frågesporten På spåret – 2004, 2005 och 2006. De första två gångerna gick hon till semifinal i tävlingen tillsammans med Peder Lamm. I en av semifinalerna mot Stefan Holm och Ingela Agardh inledde laget med att ligga under med 10–0 efter första resan och sedan 11 poäng efter följdfrågorna. Matchen slutade med att laget förlorade matchen med bara 2 poäng, 36–38. 2006 tävlade hon tillsammans med Thomas Ravelli, och de vann en match under säsongen. Tidigare har Axell tävlat i frågesport i SVT:s Supersvararna med Lars-Gunnar Björklund, där hon blev seriens sista stormästare.
Suzanne Axell vann andra säsongen av Alla mot alla med Filip och Fredrik tillsammans med David Sundin. Tredje säsongen tävlade Suzanne Axell tillsammans med Nisse Hallberg men de gick inte vidare från gruppspelet.

### Film
Axell har en biroll i den svenska långfilmen Diorama från 2022, där hon spelar programledare.

## Utmärkelser
- 2006 blev Axell vald till års kvinnliga TV-personlighet av tidningen Se och Hörs läsare.[3]
- 2011 nominerades hon av tittare till Kristallen.
- 2015 blev Axell Årets Heders-Mappie framröstad av M-magasins läsare.
- 2018 promoverades Axell till medicine hedersdoktor vid Karolinska institutet.[5]